# Портрет Александра Ивановича Кутайсова
«Портрет Александра Ивановича Кутайсова» — картина Джорджа Доу и его мастерской, из Военной галереи Зимнего дворца.
Картина представляет собой погрудный портрет генерал-майора графа Александра Ивановича Кутайсова из состава Военной галереи Зимнего дворца.
К началу Отечественной войны 1812 года генерал-майор граф Кутайсов командовал артиллерией 1-й Западной армии. В Бородинском сражении командовал всей артиллерией русской армии, был убит при контратаке на Курганную батарею.
Изображён в генеральском мундире, введённом для генералов пешей артиллерии 7 мая 1817 года — из-за гибели в 1812 году он такой мундир носить не мог и должен быть изображён в генеральском мундире образца 1808 года. На шее кресты орденов Св. Георгия 3-го класса, Св. Владимира 3-й степени и Св. Иоанна Иерусалимского; справа на груди шитая звезда ордена Св. Иоанна Иерусалимского. Подпись на раме: Графъ А. И. Кутайсовъ, Генералъ Маiоръ.
7 августа 1820 года Комитетом Главного штаба по аттестации граф Кутайсов был включён в список «генералов, заслуживающих быть написанными в галерею» и 4 сентября 1820 года император Александр I приказал написать его портрет. Гонорар Доу был выплачен 13 марта 1823 года. Готовый портрет поступил в Эрмитаж 7 сентября 1825 года.
Поскольку Кутайсов погиб в 1812 году, то Доу для работы над галерейным портретом воспользовался портретом-прототипом. Существует две версии о происхождении прототипа.
По мнению хранителя британской живописи в Эрмитаже Е. П. Ренне, Доу мог использовать гравюру Ф. Вендрамини с рисунка Ф. Ферьера, опубликованную в 1813 году, хотя на самой гравюре имеется указание даты «октябрь 1814 года».
А. А. Подмазо же считает, что в качестве прототипа Доу взял гравюру С. Карделли, исполненную в 1810-х годах; эта гравюра известна в четырёх вариантах, причём точно датирован лишь один из них — 1822 годом, по мнению Д. А. Ровинского этот вариант самый поздний. Один из более ранних вариантов имеется в собрании Эрмитажа (бумага, гравюра резцом, офорт, 42,3 × 30,7 см, инвентарный № ЭРГ-389).
На гравюрах Карделли и Вендрамини Кутайсов изображён в современном ему мундире старого образца (1808 года, с двумя рядами пуговиц).
В 1840-е годы в мастерской И. П. Песоцкого по рисунку И. А. Клюквина с портрета была сделана литография, опубликованная в книге «Император Александр I и его сподвижники» и впоследствии неоднократно репродуцированная.
- Гравюра Ф. Вендрамини
- Гравюра С. Карделли